# 馬榮火山

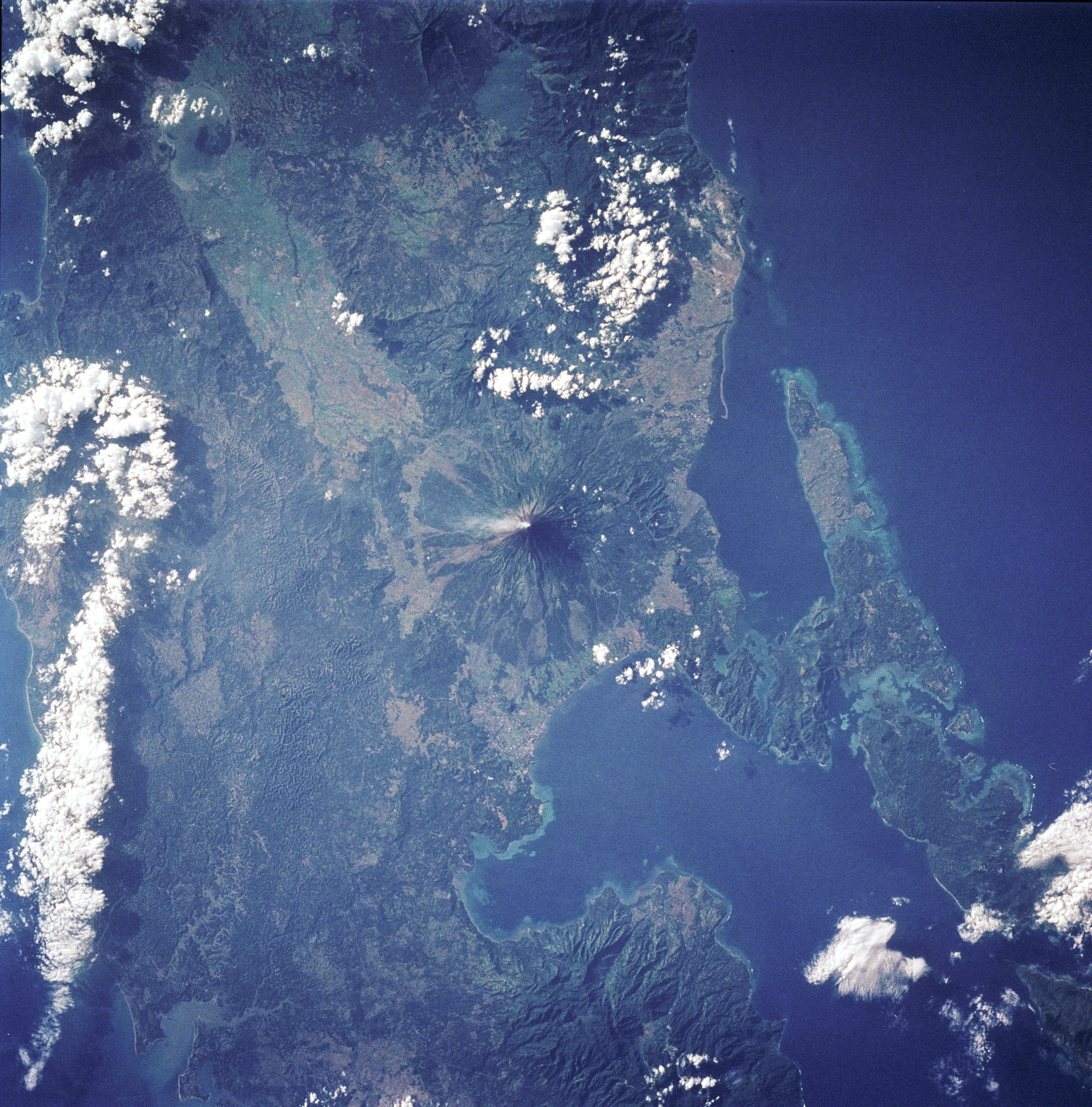
馬榮火山衛星照片

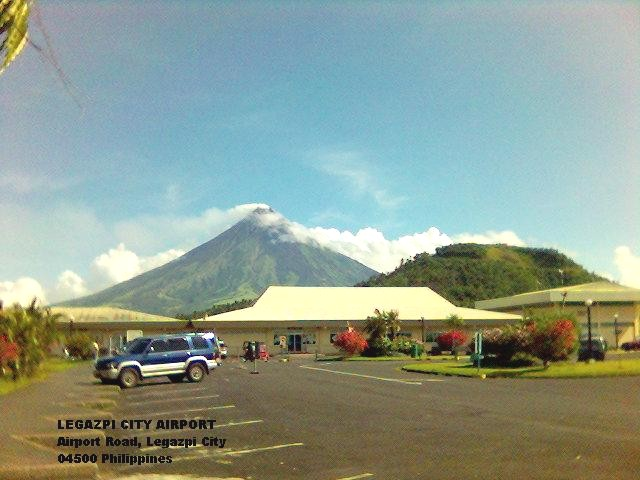
由Legazpi機場遠眺馬榮火山

馬榮火山（英語：Mayon Volcano），或稱馬永火山，是位於菲律賓呂宋島東南部的活複式火山，它那近乎完美的圓錐形山體，號稱「最完美的圓錐體」，同時也是世界上輪廓最完整的火山，日本富士山僅次於它，且經常被人拿來和日本的富士山相比美，是菲律賓著名的旅遊景點，近來的多次瀕臨噴發，雖然菲律賓政府疏散了附近居民，卻反而吸引了許多欲一睹完美火山爆發景象的火山及攝影愛好者。馬榮火山在菲律賓神話中被視為神聖的。
馬榮火山及其周圍的景觀1938年7月20日被宣佈為國家公園，這是菲律賓第一個國家公園。 2000年，它被重新歸類為自然公園，並更名為馬榮火山自然公園。 它是聯合國教科文組織於 2016 年宣布的阿爾拜生物圈保護區(Albay Biosphere Reserve)的核心， 目前正在被提名為世界遺產。
馬榮火山是菲律賓最活躍的火山，菲律賓火山暨地震研究所(PHIVOLCS) 位於利尼翁山(Lignon Hill) 的省總部定期監測其活動，距離山頂約12（7.5英里）。

## 地理位置

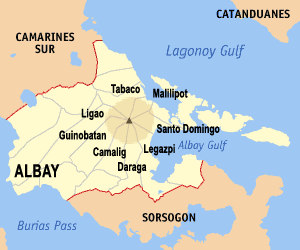
馬榮火山由阿尔拜省的八個城市和直轄市共享。

馬榮火山位於呂宋島東南部，屬於比科爾區阿尔拜省，在首都馬尼拉東南方約340公里處。火山東南方約15公里處的Legazpi城，有國內機場可往返馬尼拉、宿霧，並有鐵路可和其他城市交通。

## 分類
在火山學的分類中，馬榮火山屬於複式火山，對稱的圓錐體是經由多次的火山灰和熔岩流噴發、累積的結果。馬榮是菲律賓最活躍的火山之一，在過去400年間爆發了50次。
在地質學上，菲律賓位於歐亞板塊和菲律賓板塊的交界地帶，因為板塊擠壓作用，較重的海洋板塊把較輕的大陸板塊往上推，推擠過程中強大的壓力及高熱使得板塊熔化，產生岩漿。因此菲律賓有多達22座活火山，全部分佈在環太平洋火山帶（「太平洋火環」）上。

## 爆發
馬榮是菲律賓22座活火山之一，歷史上有記載的噴發共47次，第一次記錄上的噴發是1616年，最近的一次（2006年之前）噴發是2000年6月的溫和性噴發，最具毀滅性的火山爆發是發生在1814年2月1日，熔岩流掩埋了Cagsawa城，造成1200人死亡，馬榮肆虐之後，僅剩市中心的鐘樓，在熔岩覆蓋之下的新地表露出頭。1993年的爆發奪走了77條人命，然而1984年，由於菲律賓火山研究學會的建議，政府事先疏散了7萬3千居民，所以沒有發現任何傷亡。

### 2006年火山活動
- 7月18日, 2006：火山頂噴出的熾熱岩石的數量和大小、以及二氧化硫的數量持續增加中，菲律賓火山以及地震研究學會主張火山塵爆和大爆發隨時都會發生。
- 8月7日, 2006：火山學家在星期天偵測到21次低頻的火山性地震，[7]菲律賓政府擔心火山即將爆發，因此下令居住於附近的20000居民撤離。[8]
- 8月8日, 2006：政府計畫搬遷34,276民眾到31國家避難所，並且警告火山隨時可能爆發。[9][10]
- 8月9日, 2006:：火山學家警告馬榮火山隨時可能爆發，而且滿月效應可能提供臨門一腳，過去四個世紀來的五十次爆發中，滿月最少和三次爆發同時發生，包括最近2000和2001年的爆發。大約40,000人從八公里（五英里）的危險區域內撤離，七月份開始，馬榮火山已經開始震動並噴發羽狀雲。[11]
- 8月10日, 2006：菲律賓科學家重申馬榮火山的主要爆發即將發生，火山活動突然暫停，噴發氣體和地震的減少，顯示火山口可能已阻塞，增加了猛烈爆發的可能性。[12]
- 8月11日, 2006：根據地面的研究，科學家表示：頻繁的火山性地震、大量的二氧化硫持續噴發、以及熔岩流不斷流出，顯示馬榮火山仍然在隆起中。[13]

### 2013年潜水蒸气噴發

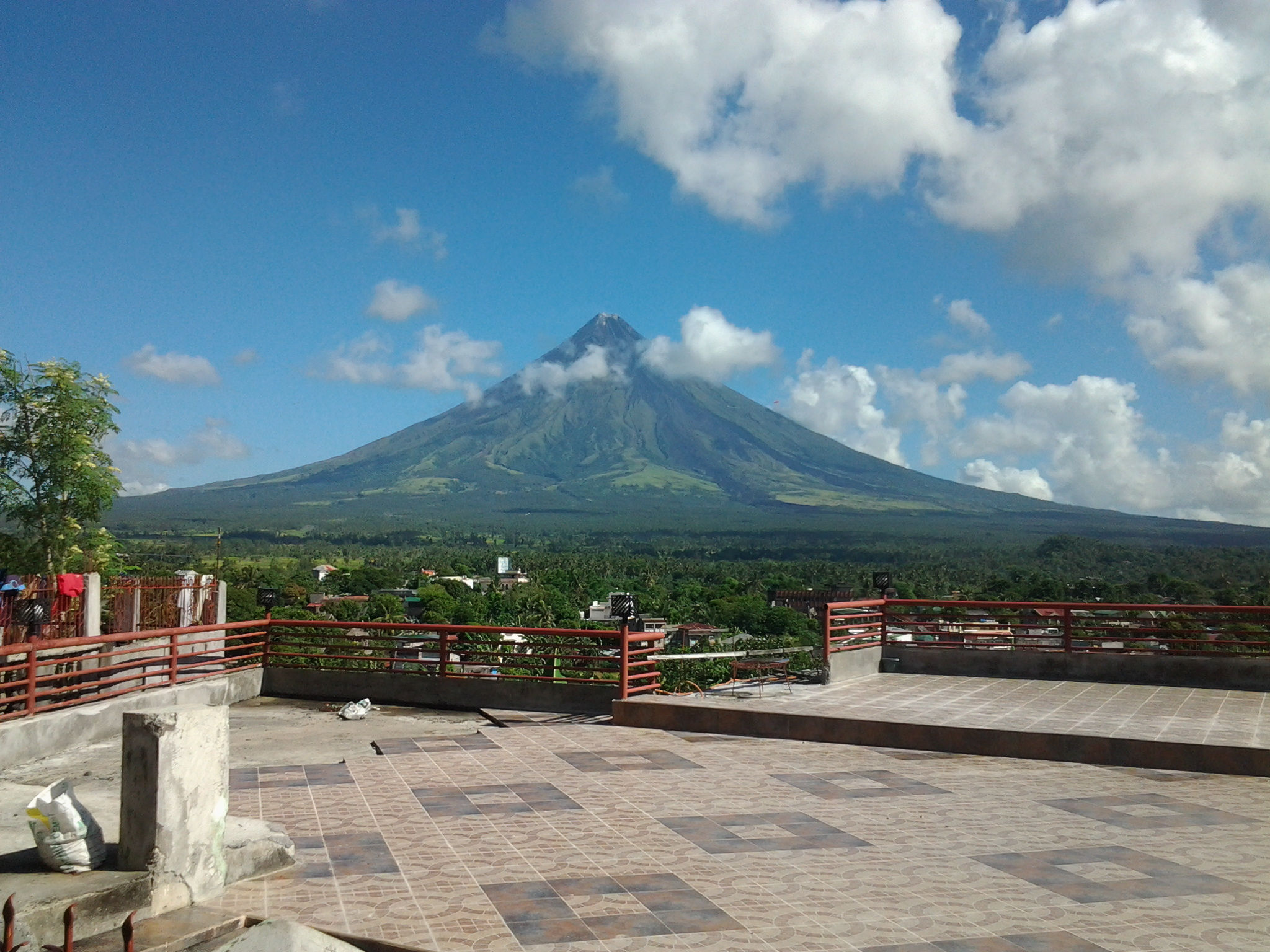
2013年的馬榮火山

5 月 7 日上午 8 點（菲律賓標準時間），這座火山意外地發生了 73 秒的潜水蒸气喷发。 這次噴發期間產生了火山灰、蒸氣和岩石。 火山灰雲到達火山頂峰上方 500 公尺並向西南方向偏西漂移。 這起事件導致五名登山者死亡，其中三名是德國人，另一名是居住在德國的西班牙人，另一名是菲律賓導遊。 據報道，另有七人受傷。 當局很快就找到了徒步旅行者的屍體。 然而，由於地形崎嶇濕滑，健行者的遺體慢慢地從2號營地轉移到了火山腳下救援行動的1號營地。 據比科爾地區培訓和教學醫院( Bicol Regional Training and Teaching Hospital)的布奇·裡維拉稱，徒步旅行者因身體創傷和窒息而死亡 。

### 2023年火山活動
截至6月11日，马荣火山已经造成超过12000人受灾，附近的22个村镇受到影响。阿尔拜省撤离14000余人。

## 外部連結
- 菲律賓國家災害管理會議 - 有馬榮火山的最新消息。
- 菲律賓火山地震研究學會（PHIVOLCS）馬榮火山網頁
- NASA地球觀察網頁 （页面存档备份，存于）
- 偉大的馬榮火山 - Cagsawa遺跡公園
- 史密生全球火山研究計畫 - 馬榮 （页面存档备份，存于）